# Zivilgesetz der Republik China
Das  Zivilgesetz der Republik China  (中華民國民法典  Zhōnghuá mínguó mínfǎ diǎn) besteht aus fünf Teilen, nämlich den Allgemeinen Grundsätzen, dem Schuldrecht, dem Sachenrecht, dem Familienrecht und dem Erbrecht.

## Entstehungsgeschichte
Politische Grundlage für die Abfassung der Kodifikation war die Vereinigung Chinas im Jahr 1928 nach Warlordherrschaften und Bürgerkriegen. Ein Komitee von Rechtswissenschaftlern für den Entwurf eines Zivilgesetzes wurde 1928 gegründet. Das Zivilgesetz wurde zwischen 1929 und 1931 als eine der „Sechs Kodifikationen“ in der auf das chinesische Festland beschränkten Republik China in Kraft gesetzt. Nachdem Taiwan 1945 wieder aus japanischer Kolonialherrschaft an China abgetreten worden war, galt fortan dort ebenfalls das Zivilgesetz der Republik China. Zuvor hatte auf der Insel das bürgerliche Recht Japans Geltung. Beide Gesetzbücher, das japanische wie das chinesische, hatten ihre Wurzeln im Recht Kontinentaleuropas, insbesondere im deutschen Bürgerlichen Gesetzbuch.
Mit Gründung der Volksrepublik China 1949 wurde auf dem kommunistisch beherrschten Festland das Zivilgesetz der Republik China verboten. Erst über 70 Jahre nach Gründung der Volksrepublik wurde ein eigenes Zivilgesetzbuch eingeführt. Auf den verbleibenden Teilen der Republik China, d. h. Taiwan, die Penghu, Jinmen und Mazu, blieb jedoch das Zivilgesetz der Republik China bis heute erhalten.

## Inhalt
Rechtsmethodisch steht das Zivilgesetz der Republik China in der Tradition des römischen Pandektenrechts bzw. des daraus entstandenen bürgerlichen Rechts Kontinentaleuropas. Alle fünf Teile wurden von der Nationalversammlung der Republik China in Nanjing verabschiedet und von der Nationalregierung verkündet. Ab 1985 wurden auf Taiwan Änderungen vorgenommen.
Teil Ⅰ der Allgemeinen Grundsätze wurde am 23. Mai 1929 verkündet und trat mit Wirkung vom 10. Oktober 1929 in Kraft. Er wurde 1982, 2008, 2015 und 2019 geändert.
Teil Ⅱ Schuldrecht wurde am 22. November 1929 verkündet und trat am 5. Mai 1930 in Kraft. Änderungen stammen von 1999, 2000, 2009 und 2010.
Teil Ⅲ Sachenrecht wurde am 30. November 1929 verkündet und trat am 5. Mai 1930 in Kraft. Änderungen wurden 1995, 2007, 2009, 2010 und 2012 vorgenommen.
Teil Ⅳ Familienrecht wurde am 26. Dezember 1930 verkündet und trat am 5. Mai 1931 in Kraft. Geändert wurden zahlreiche Passagen in den Jahren 1985, 1996, 1998, 1999, 2000, 2002, 2007, 2008, 2009, 2010, 2012, 2013, 2014, 2015 und 2019.
Teil Ⅴ Erbrecht wurde am 26. Dezember 1930 verkündet und trat am 5. Mai 1931 in Kraft. Geändert wurde er 1985, 2008, 2009, 2014 und 2015.